# Golvanacanthinae
Sous-famille
Les Golvanacanthinae sont une sous-famille d'acanthocéphales. Ces espèces sont des parasites de vertébrés qui se caractérisent par un proboscis rétractable portant des épines courbées en arrière qui leur permet de s'accrocher à la paroi intestinale de leurs hôtes.

## Systématique
La sous-famille des Golvanacanthinae a été créée en 1972 par Lia Paggi (d) & Paola Orecchia (d).
Le WoRMS considère cette famille comme invalide et lui préfère le taxon Isthmosacanthidae Smales (d), 2012.

## Liste du genre et des espèces
La sous-famille des Golvanacanthinae ne comprend qu'un seul genre, composé des espèces suivantes :
- Golvanacanthus Paggi & Orecchia, 1972
  - Golvanacanthus blennii Paggi & Orecchia, 1972
  - Golvanacanthus problematicus Mordvinova & Parukhin, 1978

## Étymologie
Le nom de la sous-famille des Golvanacanthinae a été donné en l'honneur du parasitologue français Yves-Jean Golvan (d) (1928-2008).